# KPGA 선수권 대회
KPGA 선수권 대회(KPGA Championship)은 대한민국 경상남도 양산시에서 열리는 프로 골프 대회로, 1958년에 창설되었다.